# Rong (Zigong)
Rong (en chino tradicional, 榮縣; en chino simplificado, 荣县; pinyin, Róngxiàn; Wade-Giles, Junghsien; romanización sichuanesa, Üinshien) es un condado bajo la administración directa de la ciudad-prefectura de Zigong. Se ubica en la provincia de Sichuan, centro-sur de la República Popular China. Su área es de 1598 km² y su población total para 2010 fue más de 500 mil habitantes.

## Administración
El condado de Rong se divide en 26 pueblos que se administran en 20 poblados y 6 villas.